# Guantánamobasen

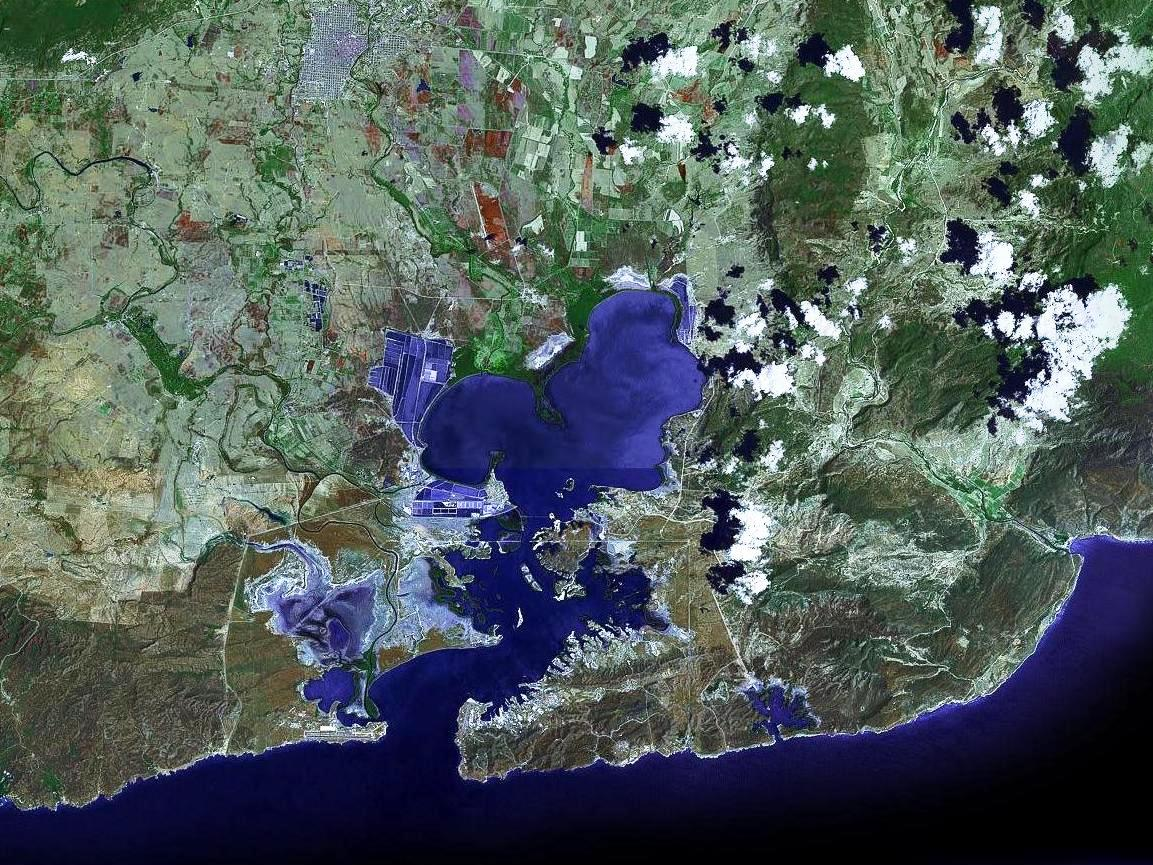
Satellitbild över Guantánamobukten.

Guantánamobasen, egentligen Guantanamo Bay Naval Base (förkortat GTMO, ofta kallad ”Gitmo”), är en amerikansk militärbas tillhörande USA:s flotta (genom United States Naval Forces Southern Command) som är belägen cirka 15 kilometer söder om staden Guantánamo vid Guantánamobukten på sydöstra Kuba. Basen, som funnits sedan 1903, används sedan 2002 som fängelse för misstänkta terrorister, samt för terrorister som ej kan återlämnas till sina hemländer eftersom de riskerar dödsstraff i sina hemländer.
På basen finns sedan 2002 ett omdiskuterat fångläger.

## Historia
[Uppdatering behövs]
År 1898 förklarade USA krig mot Spanien och anföll Kuba som då var under spanskt styre i det så kallade spansk-amerikanska kriget. Sedan dess har det funnits amerikansk närvaro i bukten. Efter att USA vunnit kriget blev Kuba en amerikansk lydstat. 1903 hyrde USA basen på obestämd tid av Kuba.
Fidel Castro tog makten i Kuba 1959. Kuba har under Castro försökt återta basen flera gånger (men misslyckats): exempelvis var det under Kubakrisen 1962 ett av Castros krav och 1964 ströp Kuba basens vattenförsörjning. USA betalar hyra varje år, men Kuba vägrar lösa in checkarna. Kuba anser att hyresavtalet inte gäller, eftersom det kom till under militärt tryck. USA anser att Castros och hans partis regim inte är Kubas legitima ledning, då USA anser att makten tagits på ett inkorrekt sätt.

### Roll

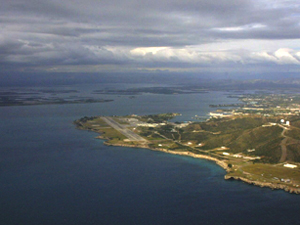
Flygbild.

Bukten är alltjämt utgångspunkt för ett stort antal kubaner som flyr till USA. Den kubanska regeringen har också därför klargjort att den ej rent militära användningen som uppsamlingsläger för flyktingar och fängelse för presumtiva terrorister eller bedrivande av kommersiella inrättningar (McDonald’s- och Subway-restauranger och en bowlinghall) framstår som avtalsbrott. Avtalet inskränker användningen till militära ändamål.
Då Kuba på 1960-talet ströp basens ström- och vattenförsörjning, ombesörjs detta sedan dess av USA medelst skepps- och flygtransporter. För att minska dieselgeneratorernas bränsleförbrukning installerades år 2005 fyra vindkraftverk. En egen avsaltningsanläggning framställer dricksvatten. Bukten är omsluten av en 28 km lång gränszon med 44 torn och ett minfält.
Basens ursprungliga militära betydelse som påfyllnadsbas för den amerikanska flottans kol-, vatten- och ammunitionsberoende ångfartyg försvann med ångsjöfarten. Att delar av basen sedan 2002 använts som fångläger hänger samman med att USA:s civila jurisdiktion inte direkt omfattar militärrättsligt avgränsade områden utanför amerikanskt territorium.
Till följd av jordbävningskatastrofen på Hispaniola i januari 2010 tjänade Guantánamobasen som logistisk bas för Operation Unified Response, de amerikanska stridskrafternas hjälpaktion. Det möjliggjordes bland annat av skytteltrafik med transportflygplan Grumman C-2 Greyhound i till hangarfartyget USS Carl Vinson (CVN-70) och en katamaranfärja i snabb skytteltrafik till sjöss. Kuba gav evakueringsflyg tillstånd att flyga över kubanskt territorium i samband med det.